# Широко крокуючи 2: Розплата
Широко крокуючи 2: Розплата (англ. Walking Tall: The Payback) — продовження культового бойовика 2004 року. Драматичніша за напругою і витонченіша в постановці сутичок версія оригіналу. Головні ролі у фільмі, поставленому новою зіркою жанру Триппом Рідом, зіграли уособлення потужності і благородства Кевін Сорбо і приваблива Іветт Найпер.

## Синопсис
Добро повинне бути з кулаками — словами Зло не перемогти. І коли солдат Нік, звільнившись зі служби, повертається в батьківський будинок, він розуміє, що його чекає гарна бійка. Адже він завжди не терпів утисків і несправедливості, а за час його відсутності рідне містечко перетворилося на гніздо пороку, де правлять бал бандити і наркоторгівці. За підтримки населення герой міняє корумпованого шерифа і завзято береться наводити лад. Ось тільки місцева мафія не бажає здавати свої позиції без битви. Що ж, тим гірше для покидьків: закликавши на допомогу старих друзів, Нік — майстер рукопашного бою і експерт з ведення військових дій — має намір показати гангстерам, що таке важка рука закону — в найпрямішому сенсі цього вислову… Героїчні шерифи бувають не тільки у вестернах. Чому наочним доказом реальна історія екс-солдата Бафорда Пуссера (Buford Pusser), яка лягла в основу відомого екшн-циклу «Широко крокуючи».

## У ролях
| Актор          | Роль            |
| -------------- | --------------- |
| Кевін Сорбо    | Нік Прескотт    |
| Гейлі Ремм     | Саманта Дженсен |
| Річард Діллард | Чарлі Прескотт  |
| Ґейл Кронауер  | Емма Прескотт   |
| Бентлі Мітчум  | Волтер Морріс   |
| Іветт Ніпар    | Кейт Дженсен    |